# حجت‌آباد (جبال‌بارز جنوبی)
حجت‌آباد یک روستا در ایران است که در بخش جبال‌بارز جنوبی شهرستان عنبرآباد در استان کرمان واقع شده‌است. حجت‌آباد ۱۲ نفر جمعیت دارد.

## جمعیت
این روستا در دهستان گرمسار قرار دارد و براساس سرشماری مرکز آمار ایران در سال ۱۳۸۵، جمعیت آن ۴ نفر (۱۲ خانوار) بوده‌است.